# Kara (região)
Kara é uma região do Togo. Sua capital é a cidade de Kara.

## Prefeituras
- Assoli
- Bassar
- Bimah
- Doufelgou
- Kéran
- Kozah